# Daedalus (crucero)
El Daedalus es el crucero de batalla más avanzado construido en la tierra en el universo ficticio de Stargate. Es la evolución del prototipo Prometheus, el primer crucero de batalla terrestre, siendo parte de la segunda generación de naves intergalácticas creadas por Estados Unidos y sus aliados denominadas BC-304.
Cada crucero BC-304 tiene un color de identificación que se puede ver en la iluminación del mapa detrás de la silla del comandante, en el Daedalus es verde.

## Equipamiento a bordo de la nave
El Daedalus está equipado con escudos avanzados, sistemas de teletransporte e hiperpropulsores intergalácticos Asgard. 
En un principio el armamento consistía en armas terrícolas, siendo estas múltiples torretas de armas "Rail" (munición sólida acelerada por campos electromagnéticos generados por bobinas consecutivas a lo largo del cañón del arma) de doble cañón (curiosidad que tiene respecto a las otras naves, que solo tienen armas de Rail monocañon) y misiles con cabezas nucleares Mark VIII enriquecidas con Naquadah (otra curiosidad es que el Daedalus, a diferencia de otras naves, puede lanzar dos cabezas nucleares simultáneamente, a diferencia de los otros, que tienen que esperar durante cierto tiempo antes de lanzar otra); producto de que los Asgard son reacios a entregar armas que podrían ser utilizadas en el futuro en su contra o en contra de otras razas indefensas. Sin embargo, luego de la aniquilación de estos en el episodio Unending, el Daedalus fue equipado con una consola y Cañones de Plasma Asgard.
En su interior el crucero lleva cazas F-302 en sus 4 hangares que están situados debajo y a los lados del recubrimiento principal de la nave(aunque solo se ha visto despegar desde los 2 hangares grandes, los 2 pequeños puede que se utilicen para otras funciones, como transporte de equipo de tierra o bodega de carga) y varios Puddle Jumper a partir de su llegada a Atlantis (stargate).

## Historia de la nave
El Daedalus es la nave hermana del Prometheus, mencionada por primera vez en Stargate SG-1, fue creada con el objetivo de mandarla a luchar a la galaxia Pegaso, para defender Atlantis de la invasión Wraith.
En la actualidad está al mando del Coronel Steven Caldwell y es la clase de nave más moderna construida por los humanos. Cumple misiones en la Galaxia Pegaso junto con el Apolo, aunque en una sola ocasión las dos naves fueron requeridas al mismo tiempo.

### Primera misión: el Sitio de Atlantis
El Daedalus fue lanzado desde la tierra después de que un grupo de arqueólogos descubriera un ZPM, el cual se incorporó a los sistemas de la nave para que esta pudiese llegar en tan solo 4 días a la galaxia Pegaso. Allí, hizo frente a las Naves Colmena Wraith que sitiaban Atlantis, teniendo éxito inicial al teletransportar bombas nucleares al interior de las Colmenas Wraith; sin embargo esta suerte se acaba cuando los Wraith empiezan bloquear el teletransporte Asgard. Siendo superado en número y armamento, el Dédalo se ve obligado a volver a Atlantis y protegerse bajo el escudo de la ciudad.

### Batalla en Tierra de Nadie
El Daedalus fue gravemente dañado, en el mismo enfrentamiento en que el Orión fue destruido (llevado a cabo en el borde de la Galaxia Pegasus, en el espacio intergaláctico entre esta última y la Vía Láctea), de modo que tuvo que ser remolcada hasta Atlantis por una Nave Colmena, capturada luego de haberla purgado con el Retrovirus Wraith.

### Prueba del Puente Intergaláctico
En el episodio "El Regreso I", la nave viaja a la Estación Intermedia, ubicada a mitad de camino entre la Vía Láctea y la Galaxia Pegaso, para supervisar la prueba del Puente Intergaláctico Mckay-Carter. Allí, el Dr. McKay detecta a un Crucero de batalla clase Aurora viajando a 99,9 % la velocidad de la luz, y para tratar de establecer comunicación, el Dédalo salta al Hiperespacio delante de la nave y utiliza al máximo sus motores subluz. Una vez contactado a los Antiguos, la nave los lleva de vuelta a Atlantis. Más tarde, cuando la ciudad cae bajo control de los Replicadores de Pegaso, el Dedalo es enviado a destruirla, cosa que finalmente no ocurre debido a que el equipo del Coronel Sheppard retoma Atlantis.

### Misiones en las Galaxia Pegaso
En otro capítulo, la nave utiliza el ZPM de Atlantis para potenciar su escudo y detener así una emisión de masa coronaria del sol que amenazaba con arrasar Lantea.
Después de este hecho, el Daedalus no aparece durante el resto de la tercera temporada de Stargate Atlantis, pero se menciona que durante unas semanas estuvo haciendo vuelos de espionaje en el planeta de los Asurans.

### Campaña contra la Flota Asuran
La nave reaparece nuevamente a mediados de la cuarta temporada ("Be all my sins remember'd") para realizar junto con la Apolo, y varias Naves Colmenas Wraith y "Travelers", un ataque sobre el planeta natal Asuran. En este episodio, ambas naves terrestres se encuentran ya equipadas con la tecnología Asgard dada a la Tierra en el episodio final de Stargate SG-1 (Unending).

### Misiones contra la Flota de Michael
En el episodio "Search and Rescue", el Daedalus logra destruir el Hyperdrive del Crucero Wraith de Michael, que no podía atacar porque llevaba a Teyla a bordo, antes de que este pueda saltar al hiperespacio. No obstante, recibió gran daño de esta al bajar los escudos para rescatar a Sheppard y Ronon, situación que aprovecharon los Jumpers en órbita, que llevaban al equipo de rescate, para entrar.
- Datos: Q945236